# ویوین مایر
ویویان دوروتی مایر (انگلیسی: Vivian Dorothy Maier (۱ فوریه ۱۹۲۶–۲۱ آوریل ۲۰۰۹) عکاس خیابانی آمریکایی بود.

## زندگی‌نامه
مایر چهل سال به عنوان پرستار بچه و بیشتر در محله نورت شور شیکاگو کار و عکاسی را در اوقات فراغت خود پیگیری می‌کرد. او در طول عمر خود بیش از ۱۵۰۰۰۰ عکس گرفت که بیشتر از مردم و معماری شهرهای نیویورک، شیکاگو و لس آنجلس بود اگرچه به نقاط دیگر جهان هم سفر و عکاسی نموده بود. در طول زندگی او عکس‌هایش ناشناخته و چاپ نشده باقی‌ماند و خیلی از نگاتیوهایش را هرگز چاپ نکرد. در سال ۲۰۰۷ یک کلکسیونر آمریکایی تعدادی از عکاس‌های مایر را بدست آورد. در همان زمان دو کلکسیونر دیگر ران اسلتری و رندی پرو تعدادی دیگر از عکس‌ها و نگاتیوهای او را در جعبه‌ها و چمدان‌هایش پیدا کردند. عکس‌های مایر اولین بار در ژوئیه ۲۰۰۸ به وسیلهٔ اسلتری در اینترنت منتشر شد اما با بازخورد کمی مواجه شد. در اکتبر ۲۰۰۹ جان ملوف بلاگ خودش را به منتخبی از کارهای مایر در سایت فلیکر متصل کرد که اینبار به سرعت همه گیر شد و هزاران نفر ابراز علاقه کردند و ستایش منتقدان و موج ابراز علاقه به کارهای مایر را در پی داشت. پس از آن کارهای مایر در آمریکای شمالی و جنوبی، اروپا و آسیا به نمایش گذاشته شد و زندگی و کارهایش سوژه کتاب‌ها و فیلم‌های مستند شد. از جمله فیلم مستند در جستجوی ویوین مایر که نامزد جایزه اسکار بهترین فیلم مستند از هشتاد و هفتمین دوره جوایز اسکار بود.